# Ion Dragu
Ion Daniel Dragu (n. 9 martie 1986, Timișoara, România) este un fotbalist român care evoluează în prezent la ACS Poli Timișoara. De-a lungul carierei a mai evoluat la FCSB, Universitatea Craiova și la CS Mioveni.

## Legături externe
- Ion Dragu la transfermarkt